# Герб Первомайського (Кіровський район)
Герб Первомайського — офіційний символ села Первомайське (Кіровського району АРК), затверджений рішенням Первомайської сільської ради від 28 листопада 2008 року.

## Опис герба
Щит пересічений увігнутою золотою плодоносною яблуневою гілкою на червоне та зелене поле, на червоному полі — срібний сокіл у польоті, у зеленому — дві золоті грона винограду, між якими золота амфора.

## Символіка
Символіка герба відображає історію навколишніх земель і заняття жителів, основними з яких є садівництво, виноградарство і виноробство. У гербі це відображено золотою амфорою, гронами винограду і яблуневої гілкою. На землях Первомайського розташовано Центр планерного спорту «Коктебель», де робили свої перші кроки багато видатних літунів та авіаконструкторів. Прагнення літати мов птах у гербі позначено соколом. Червоний колір символізує мужність, відвагу, життєствердну силу і свято, зелений — достаток, родючість, здоров'я і природу.